# Дяковски окръг
Дяковски окръг се намира в източната част на Косово с площ 1225 кв. км. Административен център на окръга е град Дяково. В състава му влизат 4 общини. Населението на Дяковски окръг е 196 867 души според преброяването от 2011 година.

## Общини
- Дяково
- Дечани
- Ораховац
- Юник